# おはら祭
おはら祭（おはらまつり 英:Ohara Festival）は、鹿児島県鹿児島市で例年11月2・3日にわたって行われる祭である。鹿児島市の秋の風物詩とされている。
また鹿児島県においても「鹿児島三大まつり」の一つとされる。
高見馬場交差点からいづろ交差点を通り桟橋通りまでに2万人程度の踊り連が連なり、「鹿児島おはら節」・「鹿児島ハンヤ節」・「渋谷音頭」などが踊られる。総踊りだけではなく色々な催しが行われる。祭りは本祭りの前夜に行われる夜祭りと本祭りがある。

## 概要
もともと戦前から鹿児島市内ではお祭りや盆踊りが盛んであったが、戦火にのみ込まれて多くの祭りは太平洋戦争で中断していた。1945年（昭和20年）3月18日から8月6日にかけて米軍による計8回の鹿児島大空襲で市内の93%が焼失、多くの神社や寺も焼失して祭りどころではなかった。
戦後4年が経った1949年（昭和24年）、鹿児島市制60周年を記念して町の復興に燃える市民の手によって新たに始まったものが「おはら祭」である。スタート当初は自動車仮装パレードも行われていたという。
なお、1983年（昭和58年）には、戦後再建された照国神社の人形市も縁起初市として復活している。
1988年（昭和63年）は昭和天皇の病状悪化のため中止。
2020年（令和2年）は新型コロナウイルス感染症の世界的流行の影響下であったものの、夜まつりを休止して本まつりのみとし本まつり自体も開催時間を約2時間に縮小し、踊り連を例年の約10分の1の62連2,189人に、歩道からの観覧を禁止して車道上に観覧エリアを設置するなどの対策を行い実施した。

### 主催について
主催は「おはら祭振興会」であり、鹿児島市役所観光振興課に事務局を置いている。2024年10月時点では鹿児島市や民間団体、企業などの40人で構成し、会長は鹿児島市長（2024年時点では下鶴隆央）が務めている。
鹿児島市長が会長を務め、事務局も鹿児島市役所内に置かれているが、鹿児島市とは別個の組織であることから、おはら祭振興会の決定に対して2024年10月に行われた行政不服審査法に基づく審査請求について、鹿児島市側は「行政庁の処分ではない」として同月30日付で却下している。

## テレビ中継
かつては県内の民間テレビ各局（MBC南日本放送（TBS系）、KTS鹿児島テレビ（フジテレビ系）、KKB鹿児島放送（テレビ朝日系）、KYT鹿児島読売テレビ（日本テレビ系））の4局。KTSは1980年から、KKBは1983年から、KYTは1995年から参加）が天文館に特設ステージを設置、関連イベントを実施しその模様をおはら祭の特別番組として放送していたが、視聴率低下やスポンサー離れなどを理由に、2002年をもって4局とも終了した。2003年以降も各局の夕方のローカルニュース枠で前夜祭の模様を生中継リポートの形で放送していた。

### 南日本放送
MBCは1975年よりおはら祭（1977年時点では前夜祭）に参加していた。
2009年になり、MBCが総踊りそのものを『ズバッと!鹿児島』の1時間スペシャルとして放送した。その結果、視聴率17.3％、占拠率46.7%を記録したことから、翌2010年からは単独の特別番組として放送されている。以降も同様の形態で生中継を行い2014年からは14時台にも1時間の特別番組を放送し、同年秋から放送を開始した夕方ワイド番組『かごしま4』でも生中継を2017年まで行っていた。なお、MBCは過去には「MBCラジオ」や「MBC開発」、2010年以降は「MBCグループ」として踊り連にも参加している。

### 鹿児島テレビ
KTS初参加となった1980年（第30回）は当時のKTS天文館営業所前（鹿児島市電の軌道上）に特設ステージを設置し16時台に特別番組として放送、15時台にはフジテレビ『3時のあなた』を通して全国中継も実施された。また、1984年から1987年にかけては「KTS鹿児島テレビ踊り連」として総踊りにも参加した。
2012年11月2日に19:00 - 19:57に放送された特別番組『ゆうテレ・おはら祭スペシャル げそ太郎がダチョウ倶楽部をおもてなし!』にて前夜祭の模様の生放送を行った。
2013年から2015年は『ゆうテレ』、2016年は『かごニュー』で生中継を行い、2015年にはそれに加えて11月3日に9:50から85分にわたり特別番組「生中継!第64回おはら祭」を放送し、以降放送枠の変動がありつつも2020年現在も継続して行われている。

### NHK鹿児島放送局
NHK鹿児島放送局では2008年に放送されたNHK衛星第2テレビジョン 『おーい、ニッポン "あつい"がいっぱい!鹿児島県』の中で前夜祭を控えた会場の様子を放送した。

## 年表
- 1949年11月15日 - 第1回おはら祭を開催。当時の主催は鹿児島市、鹿児島商工会議所、南日本新聞社の3社が中心[15]。
- 1950年 - 伊敷村と東桜島村の合併記念も兼ねて開催[15]。
- 1951年 - ルース台風の影響で中止[15]。
- 1952年 - 西郷隆盛（西郷南洲）没後七十五年祭を兼ねて開催[15]。
- 1953年 - 鹿児島商工会議所創立60周年と大島復帰（奄美群島の本土復帰）記念を兼ねて開催[15]。
- 1954年 - 春の「みずほ祭」、夏の「みなと祭」、秋の「おはら祭」を統合。この年と1956年は「おいどん祭」として開催[15]。
- 1955年 - 台風22号の影響で中止[15]。
- 1957年 - この年から再び「おはら祭」として開催[15]。
- 1960年 - 主催が「おはら祭振興会」に変更。内容をおはら祭のパレードに絞る[15]。
- 1961年 - 阿波踊りを参考として踊り連方式を導入。それまでは婦人会中心だった参加者層が町内会や職場グループに広がり、市民レクリエーション行事の性格も併せ持つようになる[15]。この時点ではパレード方式であり、鹿児島駅や西鹿児島駅（2004年以降の鹿児島中央駅）、松方橋から照国神社に向けて踊っていた[15]。
- 1963年 - 総踊りの曲目にハンヤ節を追加[15]。
- 1968年 - この年から開催日を11月3日（文化の日）に固定[15]。
- 1973年 - この年から朝日通りから高見馬場までを車両通行止め（歩行者天国）とし、その範囲内で踊る方式へ変更[15]。
- 1988年 - 昭和天皇の病状悪化に伴い中止（自粛）[3]。
- 1998年 - 東京・渋谷で第1回渋谷・鹿児島おはら祭を開催。この年から総踊りの曲目にTOKYOオハラと渋谷音頭が加わる[16]。

## ギャラリー

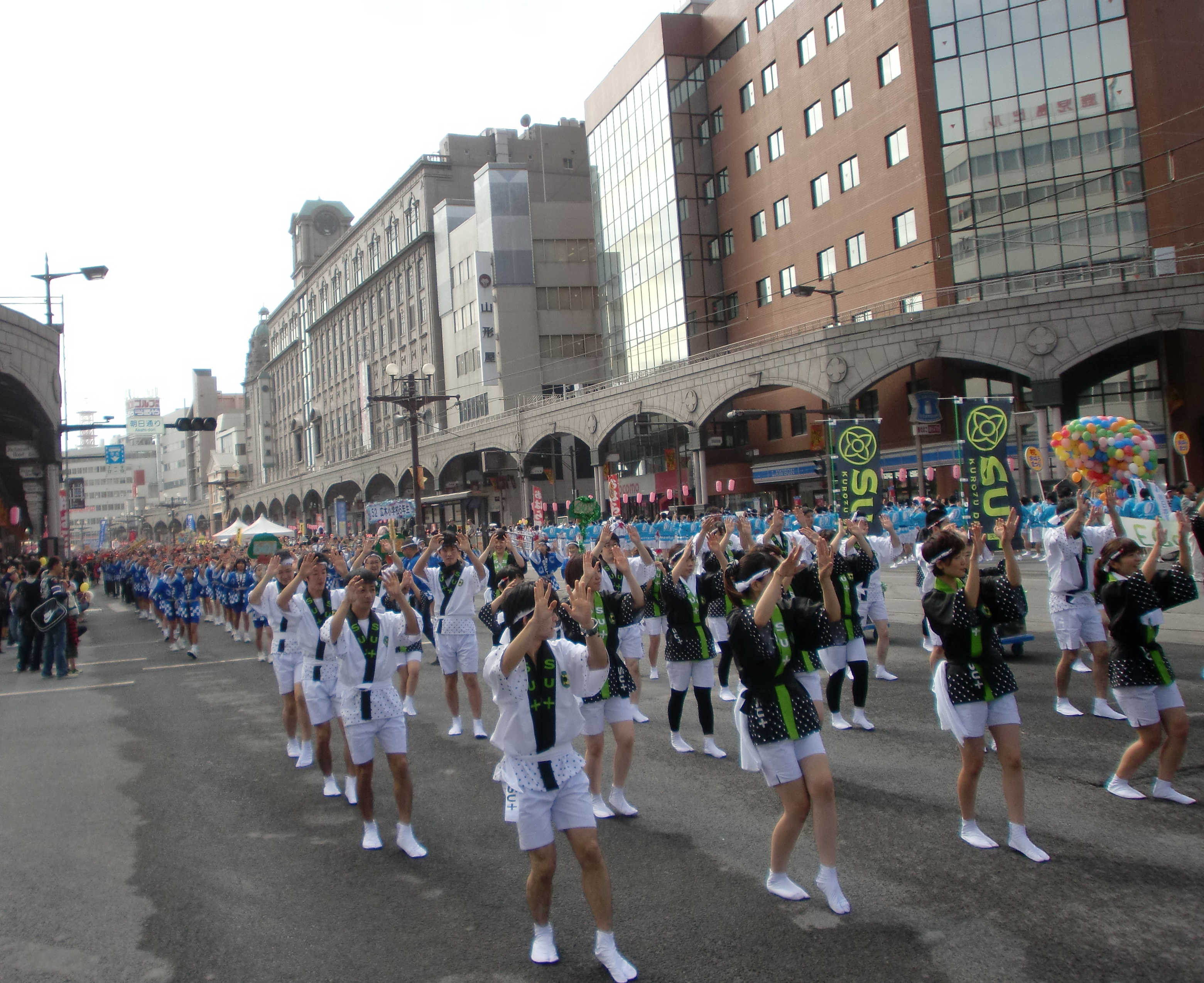
多種多様な団体が参加して行われる総踊り（朝日通交差点付近）
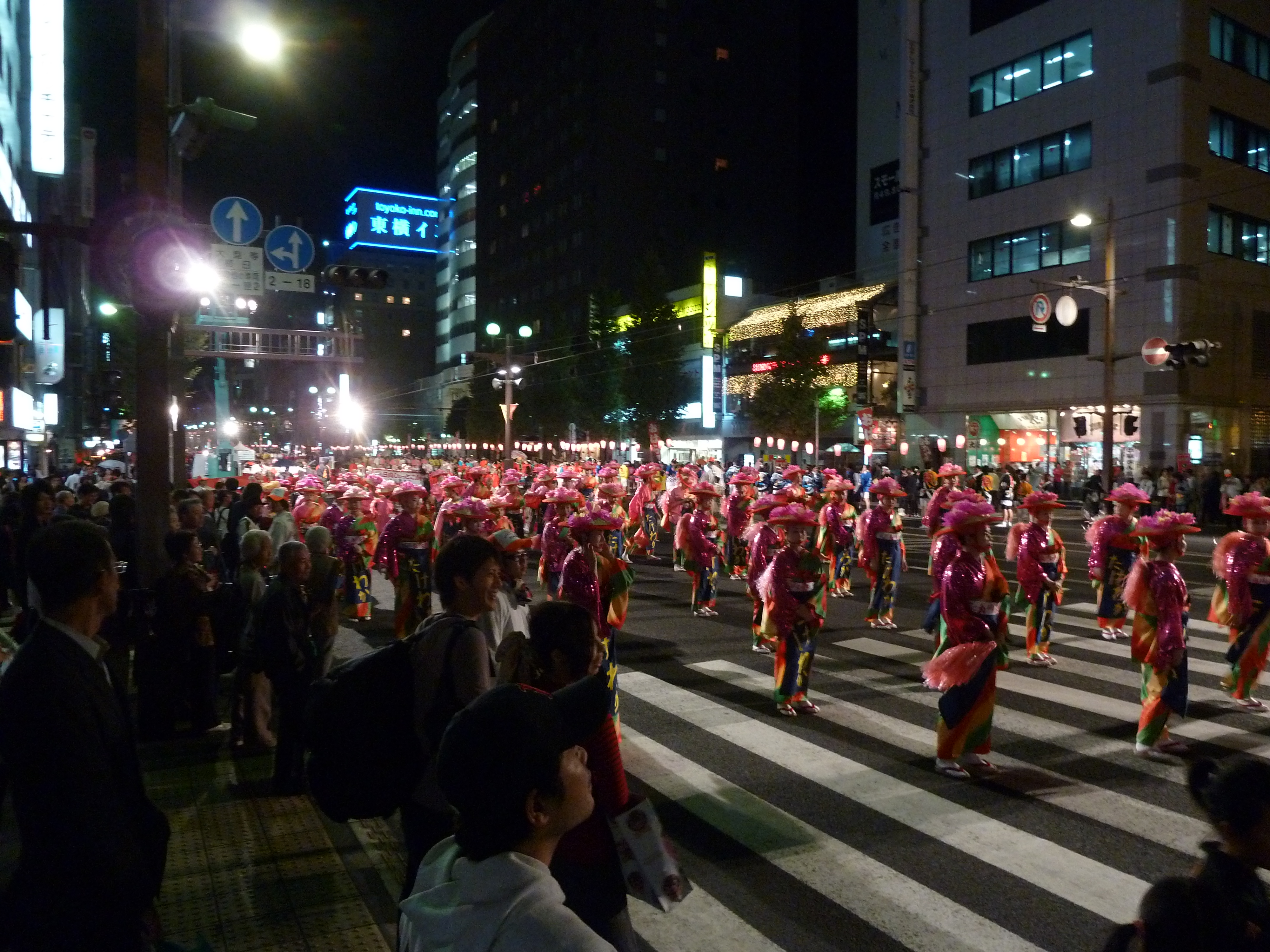
夜の総踊り
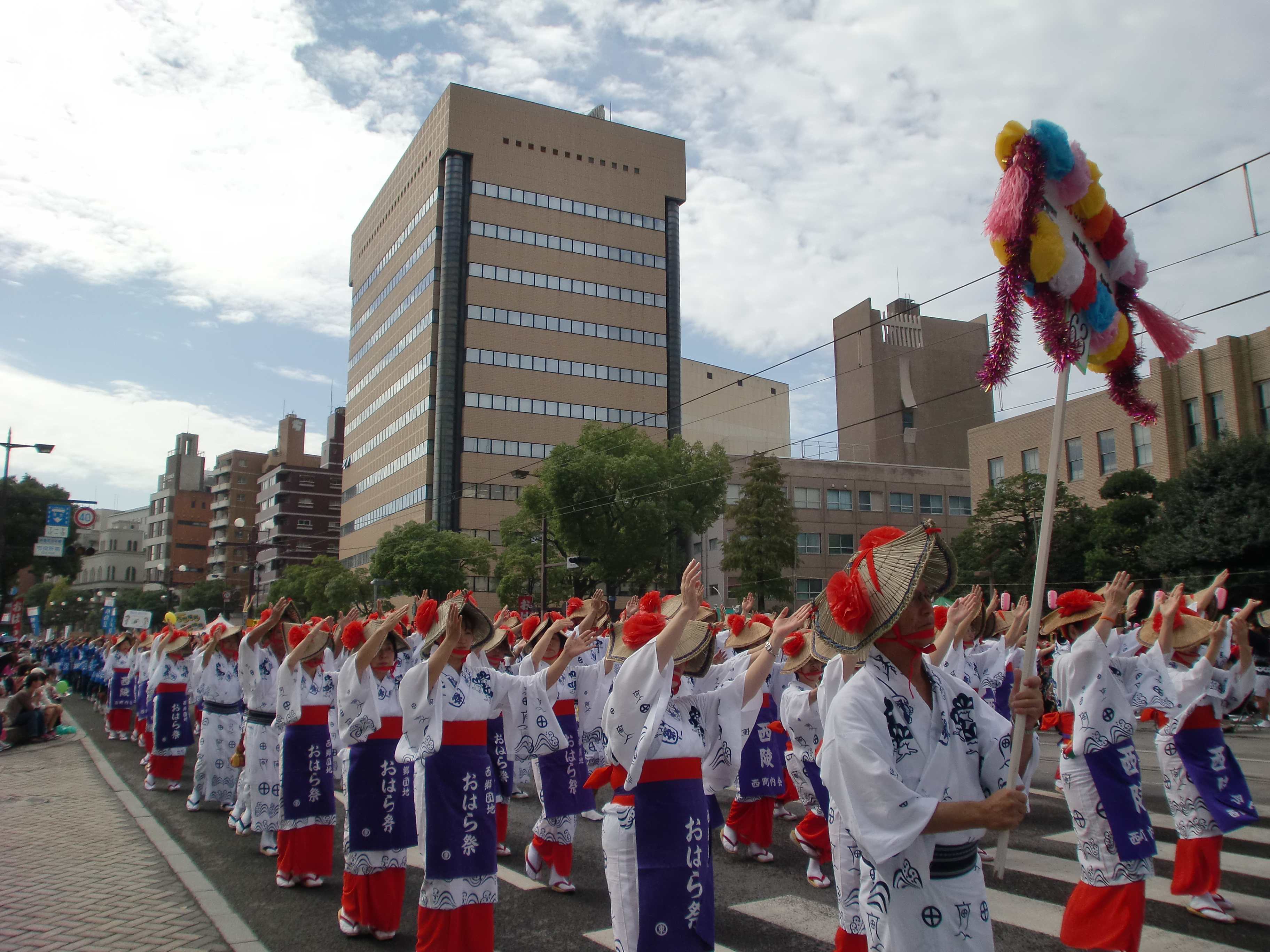
総踊り（市役所前付近）
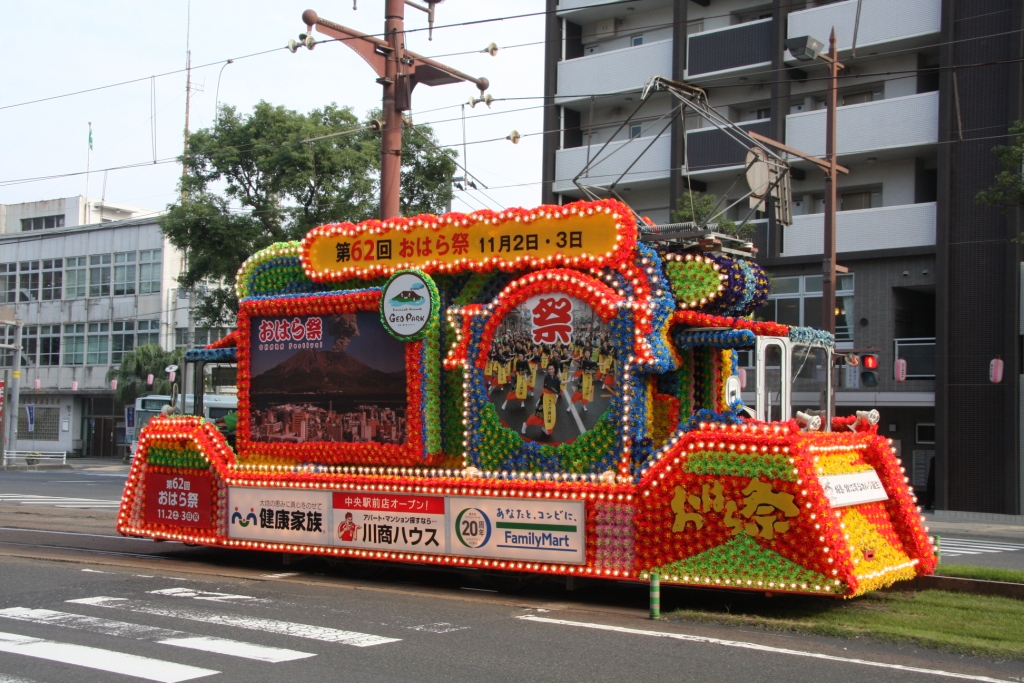
祭期間中に運行される花電車
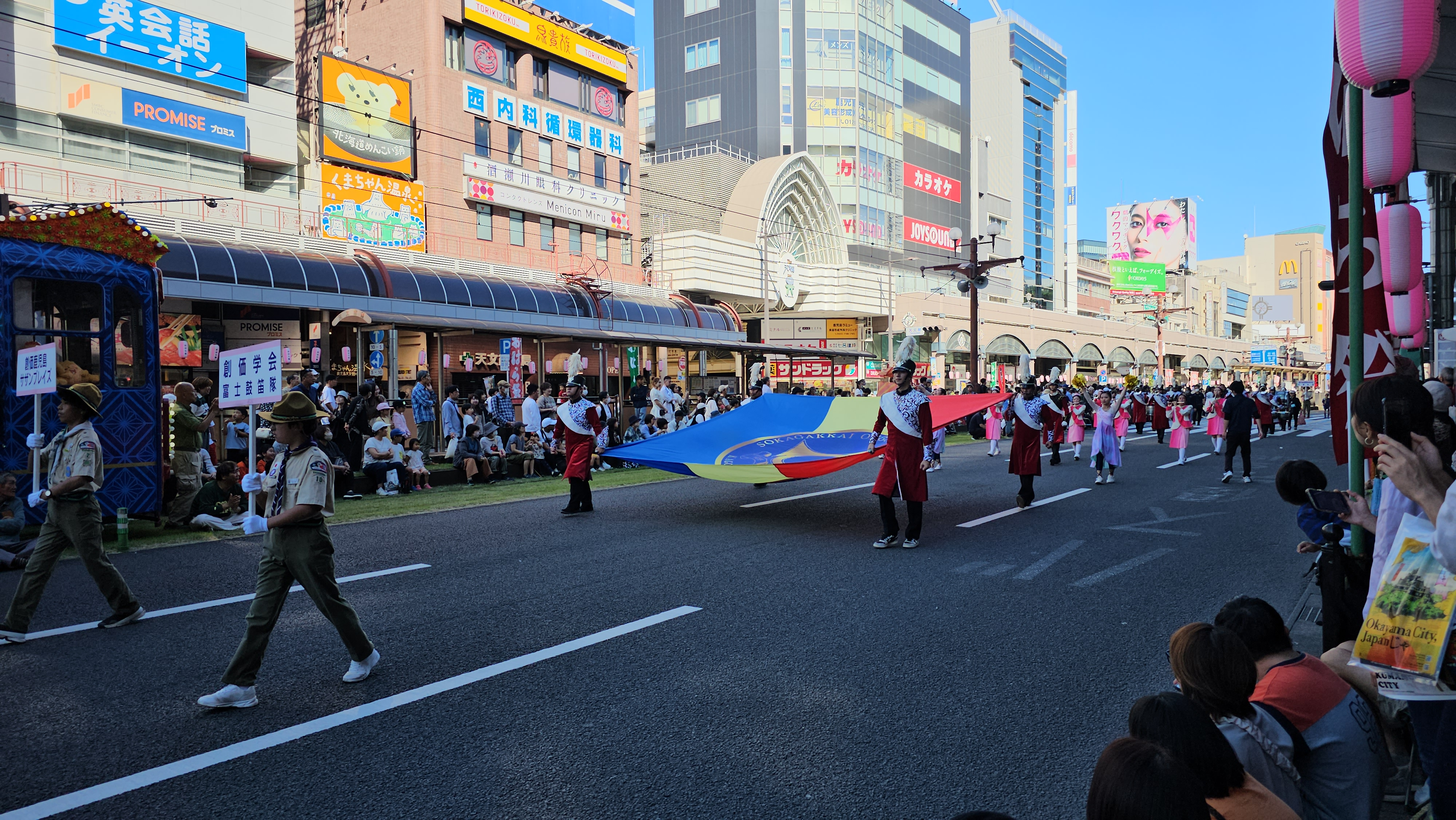
マーチングパレード（2024年）

## 渋谷・鹿児島おはら祭

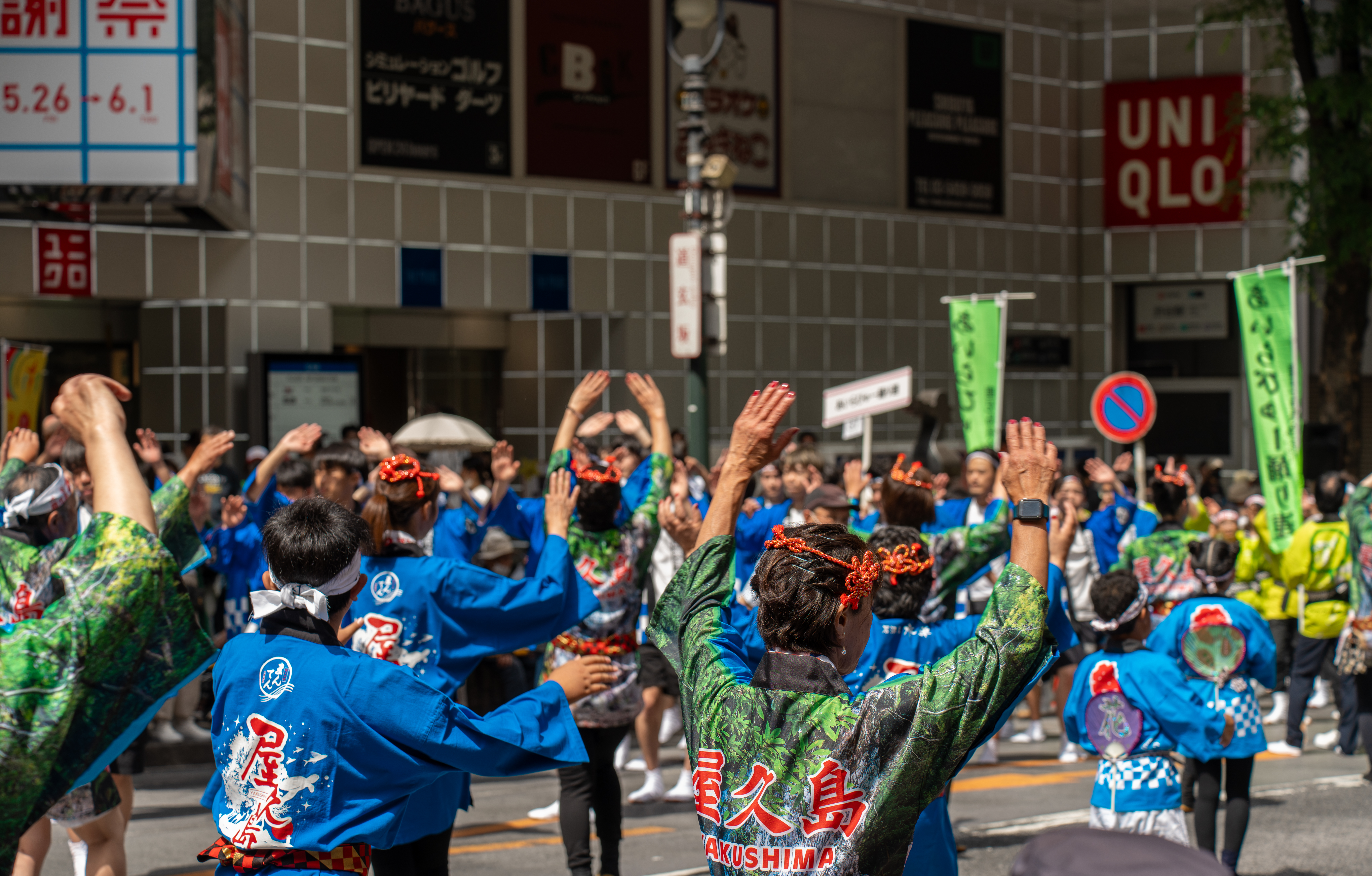
団体が参加して行われる総踊り(道玄坂・文化通り)

渋谷・鹿児島おはら祭（しぶや・かごしまおはらまつり）は東京都渋谷区で1998年より毎年5月の第三日曜日（2016年は伊勢志摩サミットの影響で6月に変更）行われる祭である。祭踊りパレードは渋谷道玄坂・文化通りで行われる。
渋谷・鹿児島おはら祭では、「鹿児島おはら節」、「渋谷音頭」、「鹿児島ハンヤ節」、「TOKYOオハラ」などが踊られ、前半には「鹿児島おはら節」、「渋谷音頭」でコンテストが行われる。